# Región euromediterránea
La región euromediterránea engloba a todas las regiones europeas situadas en la cuenca del Mediterráneo, es decir: el sur de Europa, exceptuando la parte septentrional y occidental de la península ibérica, e incluyendo gran parte del centro y el este con la cuenca del mar Negro.